# Flaga stanowa Kentucky
Flaga stanowa Kentucky - przyjęta 26 marca 1918 roku. Proporcje 10:19.
Błękit symbolizuje przynależność do Unii. W centrum płata jest pieczęć stanu, ustanowiona w 1792 roku. Nad nią jest nazwa stanu, a pod nią gałązki nawłoci, narodowego kwiatu Kentucky. Dwóch mężczyzn obejmującyh się wyraża stanową dewizę Zjednoczeni wytrwamy, podzieleni padniemy.